# Воображаемые друзья
«Воображаемые друзья» (англ. IF (Imaginary Friends)) — американский фильм в жанре фэнтези Джона Красински. В главных ролях: Кейли Флеминг и Райан Рейнольдс. Вышел в широкий прокат 8 мая 2024 года.

## Сюжет
Главная героиня — 12-летняя девочка Беа — осталась без матери, а её отец попал в больницу. Беа переезжает в Нью-Йорк к бабушке. Изучая новый дом, Беа открывает в себе способность видеть и слышать странных существ. Это воображаемые друзья детей — те, кто помогали им справляться со страхами. Они выглядят очень по-разному: это может быть и огромный синий монстр, и кубик льда. Дети выросли и перестали их воспринимать. Такой же способностью их видеть обладает взрослый сосед Беа Келвин. Он знакомит Беа с целым сообществом друзей, существующем в одном из заброшенных аттракционов на Кони-Айленде. Там организовано нечто вроде дома для престарелых под управлением плюшевого медведя Льюиса. Существа страдают от того, что остались без внимания и теперь никому не нужны. Беа готова им помочь, однако все попытки пристроить потерянного друга нынешнему ребёнку бесполезны. Беа устраивает показ друзей своему знакомому, пациенту больницы мальчику Бенджамену, но только тратит время зря. Дети не видят чужих воображаемых друзей. Оказывается, что единственная возможность ожить — это заставить взрослых вспомнить своего собственного воображаемого друга. Необходимо оживить память каким-нибудь предметом или напомнить историю связанную с детством. Так удаётся постепенно вернуть их повзрослевшим детям. Синий монстр Блю, бабочка Блоссом и другие снова встречаются с теми, кто их придумал в детстве. В этой операции Беа помогает Келвин.
После очередного посещения отца в больнице Беа неожиданно теряет дар видеть друзей. После, разбирая свои детские рисунки, она видит на одном из них клоуна по имени Келвин. Оказывается, что Келвин — её воображаемый друг. Воспоминания возвращаются к девочке. Беа и Келвин воссоединяются.

## В ролях

### Люди
| Актёр            | Роль                                       |
| ---------------- | ------------------------------------------ |
| Кейли Флеминг    | Беа                                        |
| Райан Рейнольдс  | Кэлвин, сосед Беа                          |
| Джон Красински   | папа Беа/Мершмелоу (голос)                 |
| Фиона Шоу        | Маргарет, бабушка Беа                      |
| Алан Ким         | Бенджамен                                  |
| Бобби Мойнахан   | Джереми                                    |
| Лиза Колон-Зайас | Джанет медсестра, наблюдающая за отцом Беи |

### Вымышленные друзья (озвучание)
| Актёр                | Роль                 |
| -------------------- | -------------------- |
| Фиби Уоллер-Бридж    | Блоссом              |
| Стив Карелл          | Блю                  |
| Аквафина             | Баббл                |
| Эмили Блант          | Единорог             |
| Мэтт Дэймон          | Санни                |
| Луис Госсетт-младший | Льюис                |
| Джордж Клуни         | Астронавт            |
| Брэдли Купер         | Кубик льда           |
| Брэд Питт            | Кит, невидимый друг  |
| Майя Рудольф         | Алли, аллигатор      |
| Сэм Рокуэлл          | Сторожевая собака    |
| Кристофер Мелони     | Космо, супердетектив |
| Джон Стюарт          | Робот                |
| Ричард Дженкинс      | Художник             |
| Билл Хейдер          | Банан                |
| Кей Киган-Майкл      | Стивен, комок слизи  |
| Блейк Лайвли         | Осьминожка, кот      |
| Мэттью Риз           | Андромедус, призрак  |

## Производство
Съёмки фильма начались 1 сентября 2022 года.

## Критика
На сайте Rotten Tomatoes фильм имеет 48 % «свежести» на основе 161 рецензии со средней оценкой 5,9 балла из 10. На Metacritic фильм получил 46 баллов из 100 возможных, на основе 38 рецензий.